# Quần vợt tại Thế vận hội Mùa hè 2020

Ariake Tennis Park

Môn quần vợt tại Thế vận hội Mùa hè 2020 diễn ra từ ngày 24 tháng 7 đến ngày 1 tháng 8 năm 2021 tại Ariake Tennis Park ở Tokyo.
Cuộc thi có tổng cộng 191 tay vợt thi đấu ở năm nội dung: đơn và đôi dành cho cả nam và nữ cũng như sự trở lại của đôi nam nữ lần thứ ba liên tiếp. Mặt sân cứng tại Thế vận hội Tokyo 2020 được công bố là DecoTurf, được chọn bởi Ban Tổ chức Tokyo. Điều này đánh dấu lần thứ năm mặt sân này được sử dụng cho Thế vận hội.
Lần đầu tiên kể từ sau năm 1920, Hoa Kỳ không giành được một huy chương ở môn quần vợt Thế vận hội.

## Vòng loại
Để đủ điều kiện, một tay vợt phải đáp ứng một số yêu cầu nhất định liên quan đến việc thi đấu trong các đội ở Davis Cup hoặc Billie Jean King Cup. Vòng loại nội dung đơn được dựa chủ yếu vào bảng xếp hạng thế giới vào ngày 14 tháng 6 năm 2021, với 56 tay vợt ở mỗi nội dung nam và nữ (giới hạn bốn tay vợt cùng một Ủy ban Olympic quốc gia (NOC)). Sáu trong số tám suất còn lại sẽ được phân bổ bởi lục địa cho các NOC không có vòng loại khác. Hai suất cuối cùng được dành riêng, một cho quốc gia chủ nhà và một cho một huy chương vàng Olympic trước đó hoặc vô địch Grand Slam. Trong nội dung đôi nam và đôi nữ, 32 đội được tham gia thi đấu. Tối đa 10 suất được dành cho tay vợt trong top 10 của bảng xếp hạng đôi, người mà được phép chọn bất kỳ tay vợt nào khác trong cùng một NOC xếp hạng trong top 300 ở cả đơn hoặc đôi. Các suất còn lại được phân bổ theo bảng xếp hạng kết hợp, với ưu tiên dành cho tay vợt đơn khi đạt đủ tổng điểm hạn ngạch. Một đội sẽ được dành cho quốc gia chủ nhà nếu không có đội nào đủ điều kiện. Không có suất hạn ngạch cho nội dung đôi nam nữ; thay vào đó, tất cả các đội sẽ bao gồm các tay vợt đã tham dự ở nội dung đơn hoặc đôi. 15 đội xếp hạng kết hợp hàng đầu và quốc gia chủ nhà đủ điều kiện.
Andy Murray của Anh Quốc là đương kim vô địch ở nội dung đơn nam, nhưng rút lui trước trận đấu vòng 1 do căng cơ tứ đầu. Monica Puig của Puerto Rico là đương kim vô địch ở nội dung đơn nữ, nhưng không bảo vệ danh hiệu.

## Thể thức thi đấu
Thể thức thi đấu tại Thế vận hội Tokyo 2020 là giải đấu loại trực tiếp với nội dung đơn nam và nữ có 64 tay vợt. Sẽ có sáu vòng ở đơn, năm vòng ở đôi (32 cặp), và bốn vòng ở đôi nam nữ (16 cặp). Các tay vợt vào vòng bán kết sẽ có cơ hội giành được huy chương, thua ở vòng bán kết sẽ tranh huy chương đồng. Tất cả các trận đấu đơn sẽ diễn ra theo thể thức đánh ba thắng hai với loạt tiebreak (7 điểm) được áp dụng ở mọi set bao gồm cả set cuối ở nội dung đơn. Ở tất cả các trận đấu đôi loạt tiebreak (10 điểm) sẽ được áp dụng thay vì set 3.

## Lịch thi đấu
| Ngày        | 24 tháng 7 | 25 tháng 7 | 26 tháng 7 | 27 tháng 7 | 28 tháng 7 | 29 tháng 7 | 30 tháng 7    | 31 tháng 7    | 1 tháng 8 |
| Ngày        | Thứ Bảy    | Chủ Nhật   | Thứ Hai    | Thứ Ba     | Thứ Tư     | Thứ Năm    | Thứ Sáu       | Thứ Bảy       | Chủ Nhật  |
| Giờ bắt đầu | 11:00      | 11:00      | 11:00      | 11:00      | 11:00      | 15:00      | 15:00         | 15:00         | 15:00     |
| ----------- | ---------- | ---------- | ---------- | ---------- | ---------- | ---------- | ------------- | ------------- | --------- |
| Đơn nam     | Vòng 1/64  | Vòng 1/64  | Vòng 1/32  | Vòng 1/32  | Vòng 1/16  | Tứ kết     | Bán kết       | HC Đồng       | Chung kết |
| Đơn nữ      | Vòng 1/64  | Vòng 1/64  | Vòng 1/32  | Vòng 1/16  | Tứ kết     | Bán kết    | —             | HCĐ/Chung kết | —         |
| Đôi nam     | Vòng 1/32  | Vòng 1/32  | Vòng 1/16  | Vòng 1/16  | Tứ kết     | Bán kết    | HCĐ/Chung kết | —             | —         |
| Đôi nữ      | Vòng 1/32  | Vòng 1/32  | Vòng 1/16  | Vòng 1/16  | Tứ kết     | Bán kết    | —             | HC Đồng       | Chung kết |
| Đôi nam nữ  | —          | —          | —          | —          | Vòng 1/16  | Tứ kết     | Bán kết       | HC Đồng       | Chung kết |

## Các quốc gia tham dự
- Argentina (7)
- Úc (10)
- Áo (2)
- Belarus (3)
- Bỉ (4)
- Bolivia (1)
- Brasil (7)
- Canada (4)
- Chile (1)
- Trung Quốc (5)
- Colombia (4)
- Croatia (6)
- Cộng hòa Séc (6)
- Ai Cập (2)
- Estonia (1)
- Pháp (10)
- Gruzia (1)
- Đức (9)
- Anh Quốc (6)
- Hy Lạp (2)
- Hungary (1)
- Ấn Độ (3)
- Ý (6)
- Nhật Bản (11) Chủ nhà
- Kazakhstan (7)
- Latvia (2)
- México (2)
- Hà Lan (4)
- New Zealand (2)
- Paraguay (1)
- Perú (1)
- Ba Lan (6)
- Bồ Đào Nha (2)
- Ủy ban Olympic Nga (8)
- România (3)
- Serbia (5)
- Slovakia (3)
- Hàn Quốc (1)
- Tây Ban Nha (8)
- Thụy Điển (1)
- Thụy Sĩ (2)
- Đài Bắc Trung Hoa (5)
- Tunisia (1)
- Ukraina (4)
- Hoa Kỳ (11)
- Uzbekistan (1)

## Huy chương

### Bảng xếp hạng
| Hạng                | NOC                 | Vàng | Bạc | Đồng | Tổng số |
| ------------------- | ------------------- | ---- | --- | ---- | ------- |
| 1                   | Ủy ban Olympic Nga  | 1    | 2   | 0    | 3       |
| 2                   | Cộng hòa Séc        | 1    | 1   | 0    | 2       |
| 2                   | Thụy Sĩ             | 1    | 1   | 0    | 2       |
| 2                   | Croatia             | 1    | 1   | 0    | 2       |
| 5                   | Đức                 | 1    | 0   | 0    | 1       |
| 6                   | Tây Ban Nha         | 0    | 0   | 1    | 1       |
| 6                   | Úc                  | 0    | 0   | 1    | 1       |
| 6                   | New Zealand         | 0    | 0   | 1    | 1       |
| 6                   | Ukraina             | 0    | 0   | 1    | 1       |
| 6                   | Brasil              | 0    | 0   | 1    | 1       |
| Tổng số (10 đơn vị) | Tổng số (10 đơn vị) | 5    | 5   | 5    | 15      |

### Nội dung
| Đơn nam    | Alexander Zverev · Đức                                        | Karen Khachanov · Ủy ban Olympic Nga                | Pablo Carreño Busta · Tây Ban Nha            |  |  |  |
| Đôi nam    | Croatia · Nikola Mektić · Mate Pavić                          | Croatia · Marin Čilić · Ivan Dodig                  | New Zealand · Marcus Daniell · Michael Venus |  |  |  |
|            |                                                               |                                                     |                                              |  |  |  |
| Đơn nữ     | Belinda Bencic · Thụy Sĩ                                      | Markéta Vondroušová · Cộng hòa Séc                  | Elina Svitolina · Ukraina                    |  |  |  |
| Đôi nữ     | Cộng hòa Séc · Barbora Krejčíková · Kateřina Siniaková        | Thụy Sĩ · Belinda Bencic · Viktorija Golubic        | Brasil · Laura Pigossi · Luisa Stefani       |  |  |  |
|            |                                                               |                                                     |                                              |  |  |  |
| Đôi nam nữ | Ủy ban Olympic Nga · Anastasia Pavlyuchenkova · Andrey Rublev | Ủy ban Olympic Nga · Elena Vesnina · Aslan Karatsev | Úc · Ashleigh Barty · John Peers             |  |  |  |